# 포천 금현리 지석묘
포천 금현리 지석묘(抱川 金峴里 支石墓)는 대한민국 경기도 포천시 가산면에 있는 청동시대의 지석묘이다. 1983년 9월 19일 경기도의 문화재자료 제47호로 지정되었다.

## 개요
지석묘는 청동기시대의 대표적인 무덤으로 고인돌이라고도 부르며, 주로 경제력이 있거나 정치권력을 가진 지배층의 무덤으로 알려져 있다.
우리나라의 고인돌은 4개의 받침돌을 세워 돌방을 만들고 그 위에 거대하고 평평한 덮개돌을 올려 놓은 탁자식과, 땅속에 돌방을 만들고 작은 받침돌을 세운 뒤 그 위에 덮개돌을 올린 바둑판식으로 구분된다.
경기도 포천시 가산면에 있는 고인돌은 탁자식으로 원래의 모습이 잘 남아있는데, 길이가 5.5m인 덮개돌이 높이 약 1.2m인 3개의 받침돌 위에 놓여 있는 모습으로 매우 안정된 느낌을 준다.
금현리 고인돌은 예로부터 마을에서 민간신앙의 대상이 되었는데, 마을 행사가 있으면 먼저 이곳에서 제사를 올리고 행사를 시작하며 집안의 잡귀를 쫓는 굿도 반드시 이곳에서 한다고 한다.

## 참고 문헌
- 포천금현리지석묘 - 국가유산청 국가유산포털